# Slag bij Anderson
De Slag bij Anderson was een kleine schermutseling tijdens de Amerikaanse Burgeroorlog. Deze vond op 1 mei 1865 plaats in Anderson County, South Carolina. Het was een van de laatste confrontaties uit de oorlog, drie weken nadat Robert E. Lee zich had overgegeven in Appomattox Court House.